# F. I. S. T.
FIST és una pel·lícula dels Estats Units dirigida per Norman Jewison, estrenada el 1978. Ha estat doblada al català.

## Argument
Cleveland, 1937, dos operaris de magatzem, Johnny Kovak i Abe Belkin, són acomiadats injustament. Aleshores es fan membres del sindicat de camioners. Kovak pren a poc a poc consciència de la seva influència sobre els afiliats al sindicat. En el curs d'una vaga llarga i difícil, per afrontar les milícies patronals, no tindrà més remei que acceptar l'ajuda de l'extorsionador Vince Doyle, associat del Sindicat italià del crim de Chicago.

## Repartiment
- Sylvester Stallone: Johnny Kovak
- David Huffman: Abe Belkin
- Melinda Dillon: Anna Zarinkas
- Kevin Conway: Vince Doyle
- Peter Boyle: Max Graham
- Rod Steiger: el Senador Andrew Madison
- Richard Herd: Mike Monahan
- Tony Lo Bianco: Babe Milano
- Henry Wilcoxon: Win Talbot
- Cassie Yates: Molly
- Peter Donat: Arthur St. Clair
- John Lehne: M. Gant
- James Karen: Andrews
- Brian Dennehy: Frank Vasko
- Frank McRae: Lincoln Dombrowsky
- Judson Pratt: l'advocat de Kovak

## Al voltant de la pel·lícula
Aquesta pel·lícula està inspirada lliurement en la vida del sindicalista Jimmy Hoffa. Dirigent dels Teamsters, el sindicat dels conductors viaris americans, condemnat per corrupció, va desaparèixer després misteriosament, probablement assassinat per la màfia de Chicago. La vida de Jimmy Hoffa ha estat objecte d'una altra pel·lícula, Hoffa (1992), en la qual el personatge era interpretat per Jack Nicholson. L'Anthony Kiedis, cantant del grup Red Hot Chili Peppers, interpreta el paper del fill de Jonny Kovak.